# Zespół Blaua
Zespół Blaua (zespół Jabsa, ang. Blau syndrome, BS) – rzadka choroba genetyczna o dziedziczeniu autosomalnym dominującym, charakteryzująca się ziarniniakowym zapaleniem stawów o wczesnym początku, zapaleniem jagodówki (uveitis) i wysypką skórną, a także kamptodaktylią. Przy pomocy analizy sprzężeń stwierdzono, że z predyspozycją do tej choroby wiąże się locus genu CARD15 (NOD2) (16p12-q21).